# 更里山胡椒
更里山胡椒（学名：Lindera kariensis）为樟科山胡椒属下的一个种。